# Joey Gallo
Joseph Nicholas Gallo (né le 19 novembre 1993 à Henderson, Nevada, États-Unis) est un joueur de troisième but et de premier but des Nationals de Washington de la Ligue majeure de baseball.

## Carrière

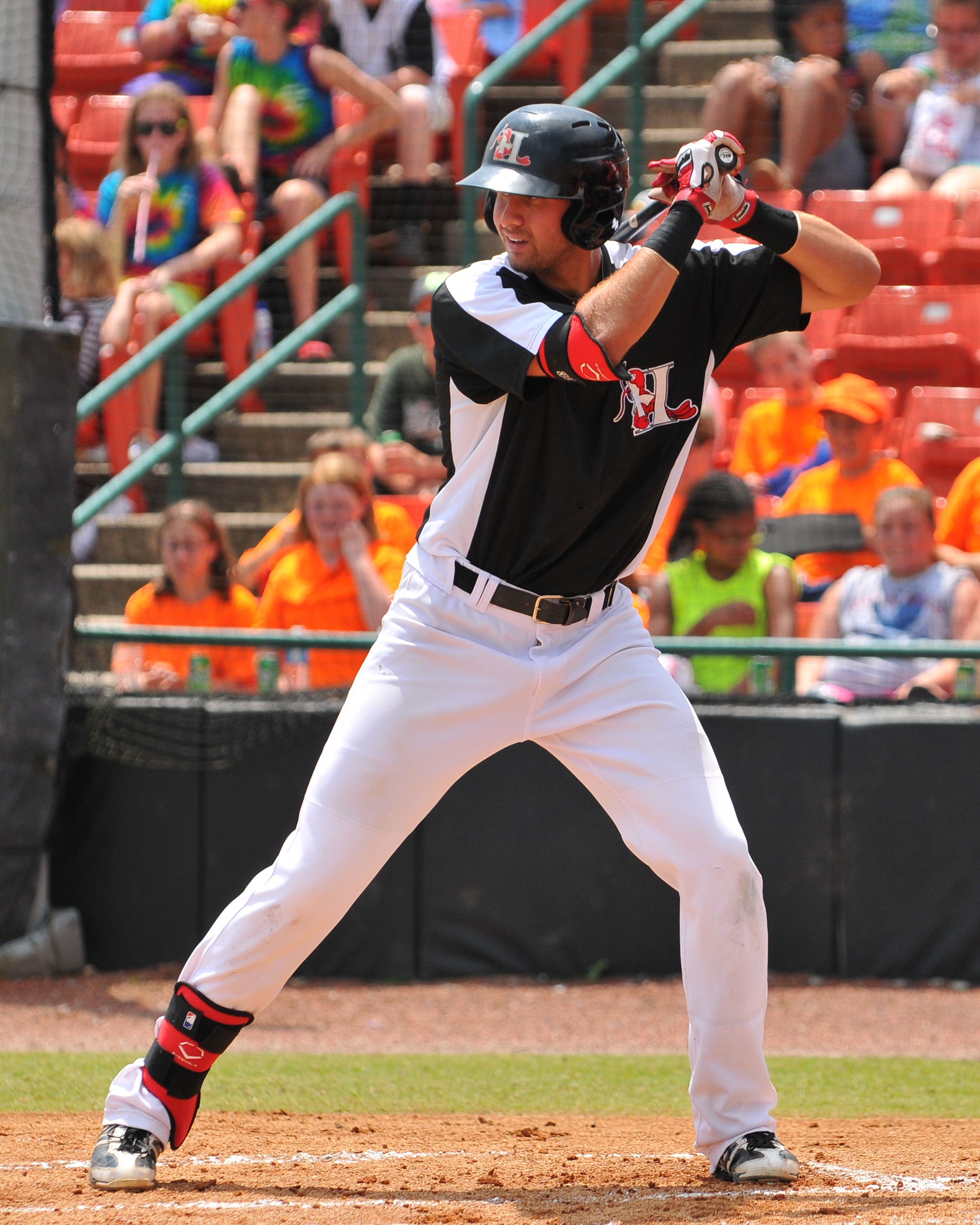
Joey Gallo dans les ligues mineures en 2013 avec les Crawdads de Hickory.

Joey Gallo est le choix de première ronde des Rangers du Texas au repêchage amateur de 2012. Gallo, 39e athlète sélectionné au total par un club du baseball majeur cette année-là, le second par les Rangers, est un choix que le club du Texas obtient en compensation de la perte récente d'un agent libre, C. J. Wilson.
En 2013, à l'âge de 19 ans, il frappe 40 circuits dans les ligues mineures, devenant le premier joueur de moins de 20 ans à atteindre ce total dans les mineures depuis Dick Simpson en 1962. En juillet 2014, un circuit de deux points en 6e manche lors du match des étoiles du futur présenté à Minneapolis lui vaut d'être élu joueur du match.
Apparu sur la liste annuelle des 100 meilleures prospects selon Baseball America au 60e rang en 2014, Gallo est avant la saison 2015 le 6e joueur le plus prometteur au monde, d'après la même publication.
Joey Gallo fait ses débuts dans le baseball majeur le 2 juin 2015 avec les Rangers du Texas. Il passe près de réussir un cycle à ce premier match, alors qu'il récolte un simple, un double et un coup de circuit dans une performance de 4 points produits contre les White Sox de Chicago. Ce premier coup sûr et ce premier circuit dans les majeures sont frappés aux dépens du lanceur Jeff Samardzija. Il frappe 6 circuits et produit 14 points en 36 matchs des Rangers en 2015, mais sa moyenne au bâton n'est que ,204 en 123 passages au marbre. Il partage ses présences entre le champ gauche et le poste de troisième but à ses débuts chez les Rangers. En 2017, il joue surtout au troisième but, mais aussi au premier but.